# Шиляковина
Шиляковина (хорв. Šiljakovina) — населений пункт у Хорватії, в Загребській жупанії у складі міста Велика Гориця.

## Населення
Населення за даними перепису 2011 року становило 672 осіб.
Динаміка чисельності населення поселення:

## Клімат
Середня річна температура становить 10,57 °C, середня максимальна – 24,64 °C, а середня мінімальна – -5,70 °C. Середня річна кількість опадів – 919 мм.
| Клімат поселення                              | Клімат поселення | Клімат поселення | Клімат поселення | Клімат поселення | Клімат поселення | Клімат поселення | Клімат поселення | Клімат поселення | Клімат поселення | Клімат поселення | Клімат поселення | Клімат поселення | Клімат поселення |
| Показник                                      | Січ.             | Лют.             | Бер.             | Квіт.            | Трав.            | Черв.            | Лип.             | Серп.            | Вер.             | Жовт.            | Лист.            | Груд.            |                  |
| Середній максимум, °C                         | 6,59             | 8,20             | 12,61            | 16,88            | 21,55            | 24,64            | 23,59            | 23,02            | 19,31            | 14,30            | 8,58             | 4,76             |                  |
| Середня температура, °C                       | 0,44             | 2,04             | 6,44             | 10,73            | 15,42            | 18,50            | 20,20            | 19,63            | 15,90            | 10,90            | 5,18             | 1,36             |                  |
| Середній мінімум, °C                          | −5,7             | −4,1             | 0,31             | 4,60             | 9,27             | 12,34            | 16,80            | 16,24            | 12,51            | 7,50             | 1,79             | −2,02            |                  |
| Норма опадів, мм                              | 55               | 52               | 61               | 71               | 78               | 93               | 84               | 89               | 87               | 89               | 91               | 69               |                  |
| Середньомісячна швидкість вітру, м/с          | 1.76             | 1.90             | 2.30             | 2.20             | 2.02             | 1.90             | 1.80             | 1.70             | 1.66             | 1.70             | 1.80             | 1.80             |                  |
| Середньомісячна сонячна радіація, кДж/м²·день | 4223             | 6945             | 10568            | 15034            | 19261            | 21164            | 22048            | 19427            | 14249            | 8794             | 4649             | 3401             |                  |
| --------------------------------------------- | ---------------- | ---------------- | ---------------- | ---------------- | ---------------- | ---------------- | ---------------- | ---------------- | ---------------- | ---------------- | ---------------- | ---------------- | ---------------- |
| Джерело:                                      |                  |                  |                  |                  |                  |                  |                  |                  |                  |                  |                  |                  |                  |